# 834 (číslo)
Osm set třicet čtyři je přirozené číslo, které následuje po čísle osm set třicet tři a předchází číslu osm set třicet pět. Římskými číslicemi se zapisuje DCCCXXXIV.

## Matematika
834 je:
- Abundatní číslo
- Nešťastné číslo
- Nepříznivé číslo
- Součet šesti po sobě jdoucích prvočísel (127 + 131 + 137 + 139 + 149 + 151)

## Astronomie
- (834) Burnhamia je planetka hlavního pásu, kterou objevil v roce 1916 Max Wolf

## Roky
- 834
- 834 př. n. l.